# 오노데라 다쓰야
오노데라 다쓰야(일본어: 小野寺 達也, 1987년 8월 4일 ~ )는 일본의 전 축구 선수이다.

## 구단 경력
그는 2010년부터 2022년까지 J리그의 도치기 SC, V-파렌 나가사키, 기라반츠 기타큐슈, 테게바자로 미야자키에서 활동하였다.